# Низовка (Окуловский район)
Низовка — деревня в Окуловском муниципальном районе Новгородской области, относится к Боровёнковскому сельскому поселению.
Деревня расположена на правом берегу реки Волма на Валдайской возвышенности, у административной границы с территорией Крестецкого муниципального района, в 34 км к западу от Окуловки (53 км по автомобильной дороге), до административного центра сельского поселения — посёлка Боровёнка 24 км.
| 2010 |
| ---- |
| 8    |

## История
Археологические исследования, проводившиеся на территории района, указывают на то, что самым заселённым местом в районе с неолита и в средневековье была местность в районе деревни.
Низовка входила в Заручевский сельсовет, затем до 2005 года деревня входила в число населённых пунктов подчинённых администрации Боровёнковского сельсовета, после вошла в число населённых пунктов Боровёнковского сельского поселения.

## Транспорт
Ближайшая железнодорожная станция расположена на главном ходу Октябрьской железной дороги — в Боровёнке.